# Final de la Recopa de Europa de la UEFA 1998-99
La final de la Recopa de Europa de la UEFA 1998-99 fue la 39 edición del torneo. Se disputó el 27 de mayo de 1999 en el estadio Villa Park, en Birmingham. Fue el último partido de la temporada 1998-99 de la Recopa de la UEFA y la culminación de la competición antes de su incorporación a la Copa de la UEFA la temporada siguiente. El Mallorca disputaba su primera final en su primera temporada en competición europea, mientras que la Lazio también disputaba su primera final de la Recopa. Fue su segunda final europea consecutiva tras alcanzar la final de la Copa de la UEFA la temporada anterior.
Cada club necesitaba superar cuatro rondas para llegar a la final, que se disputó a doble partido, con un partido en su estadio. Los encuentros del Mallorca fueron muy reñidos. Vencieron al Genk belga por el valor de los goles a domicilio tras finalizar 1-1 en el global de la eliminatoria. Vencieron al vigente campeón, el Chelsea inglés, por un solo gol. La mayoría de los encuentros de la Lazio fueron muy reñidos, dos de los cuales se decidieron por el valor de los goles a domicilio. La excepción fue su eliminatoria de cuartos de final contra el Panionios griego, que ganó por un global de 7-0.
Los equipos que disputaron la final fueron el Real Club Deportivo Mallorca de España y Società Sportiva Lazio de Italia. Ambos accedieron a la final después de ganar al Chelsea inglés y Lokomotiv Moscú ruso respectivamente en las semifinales. Ante 33 021 espectadores, la Lazio se adelantó en la final cuando el delantero Christian Vieri anotó en el minuto 7. No estuvieron por delante por mucho tiempo, ya que el Mallorca empató cuatro minutos más tarde cuando el delantero Dani anotó. El partido se mantuvo igualado durante la mayor parte del partido hasta el minuto 81, cuando el centrocampista de la Lazio Pavel Nedvěd anotó. Sin más goles, la Lazio ganó el partido 2-1 para ganar la última Recopa y su primer trofeo europeo. El italiano Christian Vieri fue elegido jugador del partido.
Después de la final, al Mallorca le quedaban cuatro partidos de Liga. Ganó dos y perdió dos, terminando tercero, por detrás del campeón, el Barcelona, y del subcampeón, el Real Madrid. Su tercer puesto les permitió acceder a la Champions League en la tercera ronda clasificatoria. Al final de la temporada, Cúper se marchó para convertirse en entrenador del Valencia.

## Partido
| 29 de mayo de 1999 (temporada 1998-1999) | Mallorca | 1 : 2 | Lazio               | Villa Park, Birmingham                                   |                                                          |
|                                          | Dani 11' |       | Vieri 7' Nedvěd 81' | Asistencia: 33 021 espectadores Árbitro(s): Günter Benkö | Asistencia: 33 021 espectadores Árbitro(s): Günter Benkö |